# Pap Elek
Pap Elek (Mohács, 1858. június 13. – Budapest, 1946. április 7.) államtitkár, felsőházi tag, pénzügyi szakértő, valóságos belső titkos tanácsnok.

## Élete
Pap István és Szontagh Paula fiaként született. 1880-tól a pénzügyminisztérium munkatársa volt, 1909-től államtitkár. 1918-ban az Osztrák–Magyar Bank alkormányzója, majd 1921-ben az Állami Jegyintézet alelnöke, 1923-ban pedig elnöke lett. 1924-től 1938-ig a Magyar Nemzeti Bank alelnöke volt- 1927-től felsőházi tag. Fontos szerepe volt a Horthy-rendszer pénzügyi megszilárdításában és a valutareform végrehajtásában. Felesége Bendik Aranka volt.